# Nembo (1901)
Nembo – włoski niszczyciel z przełomu XIX i XX wieku, uczestnik I wojny światowej, jednostka prototypowa typu Nembo. Okręt został zwodowany 18 maja 1901 roku w stoczni Pattison w Neapolu, a do służby w Regia Marina wszedł w czerwcu 1902 roku. Jednostka została zatopiona 17 października 1916 roku na Adriatyku, storpedowana przez austro-węgierski okręt podwodny SM U-16, który także zatonął.

## Projekt i budowa
„Nembo” był jednym z sześciu bliźniaczych niszczycieli typu Nembo – pierwszych seryjnie zbudowanych we Włoszech jednostek tej klasy, nie licząc nieudanego „Fulmine”. Okręty zaprojektował inż. Luigi Scaglia przy współpracy specjalistów z brytyjskiej stoczni Thornycroft.
Okręt został zbudowany w stoczni Pattison w Neapolu. Stępkę niszczyciela położono 6 sierpnia 1899 roku, został zwodowany 18 maja 1901 roku, a do służby w Regia Marina przyjęto go 26 czerwca 1902 roku.

## Dane taktyczno-techniczne
Okręt był niewielkim, pełnomorskim niszczycielem o długości całkowitej 64 metry (63,39 metra między pionami), szerokości 5,94 metra i zanurzeniu 2,29 metra. Wyporność normalna wynosiła 325 ton, a pełna 380 ton. Okręt napędzany był przez dwie pionowe maszyny parowe potrójnego rozprężania o łącznej projektowanej mocy 5000 KM (w praktyce maszyny osiągały większą moc, pomiędzy 5200 a 5350 KM), do których parę dostarczały trzy wodnorurkowe kotły Thornycroft. Dwuśrubowy układ napędowy pozwalał osiągnąć prędkość 30 węzłów. Okręt zabierał początkowo zapas 80 ton węgla. Po przystosowaniu kotłów do opalania mazutem zasięg wynosił 2200 Mm przy prędkości 9 węzłów (lub 330 Mm przy 25 węzłach).
Niszczyciel był uzbrojony w pojedyncze działo dwunastofuntowe kal. 76 mm (3 cale) QF Ansaldo M1897 L/40. Masa działa wynosiła 625 kg, masa naboju 5,9 kg, kąt podniesienia lufy od -10 do +42°, prędkość wylotowa pocisku 674 m/s, donośność maksymalna 9850 metrów, a szybkostrzelność 15 strz./min. Oprócz tego na okręcie zainstalowano pięć pojedynczych dział sześciofuntowych kal. 57 mm Nordenfelta M1886 L/43. Masa działa wynosiła 338 kg, masa naboju 2,73 kg, kąt podniesienia lufy od -10 do +15°, prędkość wylotowa pocisku 670 m/s, a szybkostrzelność 18 strz./min. Uzbrojenie uzupełniały dwie pojedyncze wyrzutnie torped kal. 350 mm (14 cali).
Załoga okrętu składała się z 3–5 oficerów oraz 48–53 podoficerów i marynarzy.

## Służba
W 1905 roku niszczyciel przeszedł modernizację uzbrojenia: zdemontowano działo kal. 76 mm, dodając w zamian dwie wyrzutnie torped kal. 350 mm. Pomiędzy 1908 a 1912 rokiem na okręcie zainstalowano nowe kotły, przystosowane do opalania paliwem płynnym, a także dodano trzeci komin. W 1909 roku po raz kolejny dokonano zmiany uzbrojenia jednostki: zdemontowano wszystkie działa kal. 57 mm i wyrzutnie torped kal. 350 mm, instalując cztery pojedyncze działa kal. 76 mm i dwie pojedyncze wyrzutnie torped kal. 450 mm. Po przystąpieniu Królestwa Włoch do I wojny światowej, niszczyciel przystosowano do roli stawiacza min, a na jego pokładzie można było umieścić 10–16 min morskich. „Nembo” został zatopiony 17 października 1916 roku na południowym Adriatyku, po trafieniu dwoma torpedami wystrzelonymi przez austro-węgierski okręt podwodny SM U-16, który podczas tej akcji również zatonął.